# Фредерік Лордон
Фредерік Лордон (фр. Frédéric Lordon; нар. 15 січня 1962) — французький економіст, соціолог, філософ; головний науковий співробітник Національного центру наукових досліджень, директор з досліджень Європейського центру соціології та політичних наук у Парижі. Був впливовою фігурою у французькому русі «Нічне стояння».

## Освіта і професійна діяльність
Навчався в Національній школі мостів та доріг, де здобув ступінь у 1985 році. У 1987 році закінчив Institut Supérieur des Affaires.
Викладає у Вищій школі соціальних наук в Парижі.
З 2004 року працює директором з досліджень французького Національного центру наукових досліджень.

## Цікаві факти
- Після критичної рецензії Фредеріка Лордона на «Капітал у XXI столітті» Тома Пікетті вони мали публічну дискусію на телебаченні[7].

## Статті, перекладені українською
- Лівиця не може померти // Спільне. — 9 жовтня 2014.
- Разом з Пікетті капітал може спати спокійно // Спільне. — 16 березня 2018